# Johann VI. von Fahrensbach
Johann VI. von Fahrensbach polnisch Jan Farensbach († um 1627) war Rittmeister am königlich polnischen Hof und Starost von Lemsal.

## Leben
Johann von Fahrensbach stammte aus der deutsch-baltischen Familie Fahrensbach. Wie sein Vater Jürgen von Fahrensbach führte er ein Soldatenleben und stand zeitlebens treu zur polnischen Partei. Sein Werdegang war eng mit dem seines Bruders Georg Wolmar von Fahrensbach verwoben. Mit ihm gemeinsam focht er wider den Grafen von Mansfeld, als dieser die Besatzung in Dünamünde verstärken wollte. Er befand sich von 1607 bis 1615 in der Besatzung zu Dorpat, wurde 1619 polnischer Oberst mit eigener Leibkompanie, diente 1621 unter Chodkiewicz an der Moldau mit zwei Schwadronen wider die Türken und half am 2. September den Sieg zu erfechten, der den Sultan Osman um seinen Thron brachte.
Schon 1612 besaß er Lemsal, bis 1621 Kruedenershof. Er war Herr auf Noetkendorf und Graenhof, beide Güter erhielten später sein Erbe und veräußerte die schwedisch gewordenen Orte 1635.
Johann von Fahrensbach war dreimal vermählt, vor 1612 mit einer Buring, dann mit Elisabeth Gräfin von Tyszkiewicz-Łohojska, zuletzt mit Katharina von Zehmen. Er hatte mindestens zwei Söhne, noch seine Enkel bekleideten in der polnischen Adelsrepublik politische Ämter.